# Andrew Crommelin

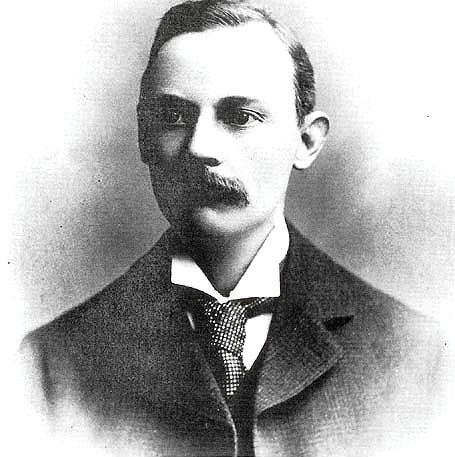
Andrew Crommelin

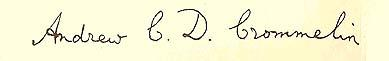
Crommelins Unterschrift

Andrew Claude de la Cherois Crommelin (* 6. Februar 1865; † 20. September 1939) war ein britischer Astronom.
Crommelin wurde in Irland geboren, seine Familie wanderte jedoch nach England aus, als er noch ein Kleinkind war. 
Crommelin arbeitete später am Royal Greenwich Observatory und nahm an mehreren Expeditionen zur Beobachtung von Sonnenfinsternissen teil.
Er war ein Experte auf dem Gebiet der Kometen. Seine 1929 durchgeführten Berechnungen der Umlaufbahnen der seinerzeit als Forbes 1928 III, Coggia-Winnecke 1873 VII und Pons 1818 II bezeichneten Kometen zeigten, dass es sich jeweils um ein und denselben Himmelskörper handelte. Der Komet wurde daraufhin zunächst „Pons-Coggia-Winnecke-Forbes“ genannt, erhielt aber später die Bezeichnung 27P/Crommelin.
Zu seinem Gedenken wurden außerdem der Mondkrater Crommelin, der Marskrater Crommelin und der Asteroid (1899) Crommelin benannt. 1910 erhielt er zusammen mit Philip Herbert Cowell den Jules-Janssen-Preis. 